# Pascale Ferran
Pour les articles homonymes, voir Ferran (homonymie).
Pascale Ferran est une réalisatrice et scénariste française, née le 17 avril 1960 à Paris.

## Biographie

### Famille
Pascale Ferran est la benjamine de Jacques Ferran, célèbre journaliste sportif, et la sœur de l'actrice française Catherine Ferran.

### Parcours
Après une première tentative manquée, elle entre à l'IDHEC, ancêtre de La Fémis, en 1980 où elle rencontre Arnaud Desplechin, Éric Rochant et Pierre Trividic. Elle est diplômée de l'école en 1983.
De 1983 à 1990, elle travaille régulièrement soit comme assistante à la télévision, soit comme co-scénariste ; et, pour le cinéma, avec Jean-Pierre Limosin, Philippe Venault ou Arnaud Desplechin, ou pour les vidéo-créations de Pierre Trividic.
Elle obtient plusieurs prix internationaux pour son court métrage, Le Baiser, en 1990.
En 1994, son premier long métrage, Petits arrangements avec les morts, est salué par la critique, reçoit la Caméra d'or au festival de Cannes et obtient un succès public inattendu. 
En 1995, elle écrit, avec Anne-Louise Trividic, un film pour les jeunes élèves comédiens du Théâtre national de Strasbourg, qu'elle tourne avec eux au printemps. Arte Fiction entre dans le financement du film qui s'appellera L'Âge des possibles. D'abord diffusé sur Arte en mai 1996, le film sort en salles le lendemain après avoir été récompensé par le grand prix du jury du festival Entrevues et le prix Fipresci, ex æquo à la Mostra de Venise. Il obtient ensuite deux 7 d'Or, celui du meilleur téléfilm et du meilleur réalisateur.
En 1999, la réalisation du doublage en français d'Eyes Wide Shut de Stanley Kubrick lui est confiée, juste après la mort du cinéaste.
En 2000, elle réalise en Floride un documentaire, Quatre jours à Ocoee, sur les séances d'enregistrement d'un disque de jazz avec Sam Rivers (au saxophone) et Tony Hymas (au piano). Le disque Winter Garden est produit par Jean Rochard pour Nato.
En 2003, elle doit renoncer deux mois avant le début du tournage et après des mois de préparation, à la réalisation d'un long métrage, Paratonnerre (un conte fantastique contemporain écrit avec Pierre Trividic), faute d'avoir trouvé les financements nécessaires, en particulier en provenance des télévisions en clair. 
Son troisième long métrage, Lady Chatterley, est une adaptation de Lady Chatterley et l'Homme des bois, deuxième version du roman de D.H. Lawrence L'Amant de Lady Chatterley. Le film lui-même donne lieu à deux versions : une pour le cinéma, d'une durée de 2 h 47, et une autre, en deux parties de 1 h 45 et 1 h 40, pour Arte, diffusée le 22 juin 2007, qui obtient à cette occasion sa meilleure audience de l'année.
Le film sort en salles, le 1er novembre 2006. Il est récompensé par le prix Louis-Delluc et obtient, en février 2007, cinq César : celui de la meilleure actrice pour Marina Hands, de la meilleure adaptation et du meilleur film ; ainsi que deux César techniques, meilleure image pour Julien Hirsch et meilleurs costumes pour Marie-Claude Atlot. En mai 2007, Marina Hands obtient le prix d'interprétation féminine au festival du film de TriBeCa à New York. Le film a une importante carrière à l'international où il est vendu dans plus de 25 pays. 
En mai 2007, Pascale Ferran préside le jury de la sélection Un certain regard au festival de Cannes.
En 2014, son film Bird People, avec Anaïs Demoustier et Josh Charles, est présenté dans la sélection Un certain regard du festival de Cannes, ainsi qu'au festival international de Toronto. Il rencontre un vif succès critique, sans pour autant rencontrer complètement son public, contrairement à ses films précédents.

### Engagements
En 1997, Pascale Ferran est à l'initiative, avec Arnaud Desplechin, du Manifeste des 66 cinéastes qui appelle à la désobéissance civile contre les lois Debré criminalisant les personnes qui hébergent des étrangers en situation irrégulière.
En février 2007, lors de la cérémonie de remise des Césars, elle s'exprime sur la situation de crise que traverse le cinéma d'auteur français ; elle s'interroge pendant plus de cinq minutes sur la précarisation des intermittents du spectacle, le système de financement du cinéma français, ainsi que sur le rapport entre public, créateurs et décideurs. Le discours est repris en intégralité les jours suivants par de nombreux journaux (Le Monde, les Cahiers du cinéma, Libération, Studio Magazine, Les Inrockuptibles) jusqu'à devenir l'« appel du 24 février ». L'hebdomadaire Marianne y voit « un modèle de retenue pédagogique. Ni diatribe ni leçon de morale, il alarme sans accuser. Truffé de "peut-être", "un tout petit peu", son propos ciblait en réalité, avec une implacable méthode, l'acheminement dangereux de la culture vers un loisir exclusivement de masse. »
Dans la foulée de son discours des Césars, elle crée le Club des 13 avec les réalisateurs Claude Miller et Jacques Audiard, les producteurs Denis Freyd et Patrick Sobelman, la distributrice Fabienne Vonier, ainsi qu'une scénariste, des exploitants de salles indépendantes et un exportateur de films à l'étranger. La cinéaste souligne que « tous ne se connaissaient pas et avaient de bonnes raisons de ne pas arriver à s’entendre tant les relations sont devenues tendues entre les secteurs, y compris au sein du cinéma indépendant. » Mais cela n'empêche pas le groupe de se réunir plusieurs fois par mois et pendant plus d’un an, au CNC, dans le but d'identifier, de confronter et de tenter d'apporter des solutions aux problèmes rencontrés tout au long de la vie d'un film, de son écriture à sa distribution en salles en France ou à l'étranger. Ces travaux donnent lieu à un rapport de 190 pages, intitulé « Le milieu n’est plus un pont mais une faille », qui pointe les problèmes de financement des films à moyen budget. Il est remis à Véronique Cayla, directrice à l'époque du CNC, ainsi qu'à Christine Albanel, ministre de la Culture,. La ministre de la Culture missionne le CNC pour engager rapidement une négociation inter-professionnelle à partir des propositions du Club des 13 sur la production. Cela aboutit à un certain nombre de réformes, favorables au cinéma d'auteur, en particulier du Fonds de soutien automatique Production, géré par le CNC, ainsi qu'une augmentation conséquente de l'avance sur recettes, les années suivantes.
Pascale Ferran est également à l'initiative de LaCinetek, première plateforme de vidéo à la demande (VoD) consacrée au cinéma de patrimoine. C'est à la suite d'une discussion avec Alain Rocca, président d'Univerciné, Cédric Klapisch et Laurent Cantet sur l'absence d'offre dédiée aux classiques du cinéma sur les plateformes de VoD que le projet est lancé en novembre 2015.

## Filmographie

### Réalisatrice
- 1980 : Anvers, production Le GREC
- 1983 : Souvenir de Juan-Les-Pins (court métrage de fin d'études IDHEC), scénario Pierre Trividic et Pascale Ferran d'après une nouvelle de Patricia Highsmith
- 1989 : Un dîner avec M. Boy et la femme qui aime Jésus (court métrage) scénario de Pierre Trividic et Pascale Ferran
- 1990 : Le Baiser (court métrage)
- 1994 : Petits Arrangements avec les morts, scénario de Pierre Trividic et Pascale Ferran
- 1995 : L'Âge des possibles, scénario de Anne-Louise Trividic et Pascale Ferran
- 2000 : Sam Rivers/ Tony Hymas : Quatre jours à Ocoee (documentaire)
- 2006 : Lady Chatterley, scénario Pascale Ferran et Roger Bohbot, d'après D.H. Lawrence, collaboration aux dialogues de Pierre Trividic
  - Lady Chatterley et l'homme des bois, adaptation du précédent en téléfilm en deux parties pour Arte
- 2014 : Bird People, scénario Pascale Ferran et Guillaume Bréaud
- 2018 : Le Bureau des légendes, saison 4, épisodes 1 et 8

### Scénariste et adaptatrice
- 1983 : Il ne faut jurer de rien de Christian Vincent (court métrage), scénario
- 1986 : Gardien de la nuit de Jean-Pierre Limosin, scénario
- 1988 : Blancs cassés de Philippe Venault, scénario
- 1989 : Les Prisonniers de la dame à la licorne, vidéo création de Pierre Trividic, scénario
- 1989 : Les Cinéphiles 2 : Éric a disparu de Louis Skorecki, collaboration
- 1992 : La Sentinelle d'Arnaud Desplechin, adaptation
- 1997 : Mange ta soupe de Mathieu Amalric, adaptation
- 2016 : La Tortue rouge de Michaël Dudok De Wit, adaptation

## Théâtre
En 2020, elle collabore avec Roland Auzet pour porter à la scène une adaptation du Gène du garde rouge de Luo Ying. Le spectacle est créé en 2022 sous le titre Adieu la mélancolie.

## Distinctions

### Décoration
- 2022 :  Officier de l'ordre des Arts et des Lettres[14]

### Récompenses
- Petits arrangements avec les morts : Caméra d'or, Cannes 1994 - Grand prix du festival international du film francophone de Namur
- L'Âge des possibles : Grand prix du Festival du film de Belfort - Entrevues 1996 - Prix Fipresci à la Mostra de Venise - 7 d'or du meilleur téléfilm et du meilleur réalisateur
- Lady Chatterley : Prix Louis-Delluc 2006, prix des auditeurs du Masque et la Plume, Lumière (prix de la presse étrangère) du meilleur réalisateur, César 2007 du meilleur film et de la meilleure adaptation
- Bird People : Prix du film singulier du Syndicat français de la critique de cinéma et des films de télévision